# Rukiye Yıldırım
Rukiye Yıldırım (Ankara, 12 de febrero de 1991) es una deportista turca que compite en taekwondo.
Ganó tres medallas en el Campeonato Mundial de Taekwondo entre los años 2011 y 2022, y cuatro medallas en el Campeonato Europeo de Taekwondo entre los años 2010 y 2018.

## Palmarés internacional
| Campeonato Mundial | Campeonato Mundial       | Campeonato Mundial | Campeonato Mundial |
| Año                | Lugar                    | Medalla            | Categoría          |
| ------------------ | ------------------------ | ------------------ | ------------------ |
| 2011               | Gyeongju (Corea del Sur) | Medalla de bronce  | –46 kg             |
| 2019               | Mánchester (Reino Unido) | Medalla de bronce  | –49 kg             |
| 2022               | Guadalajara (México)     | Medalla de plata   | –46 kg             |
| Campeonato Europeo |                          |                    |                    |
| Año                | Lugar                    | Medalla            | Categoría          |
| 2010               | San Petersburgo (Rusia)  | Medalla de oro     | –46 kg             |
| 2012               | Mánchester (Reino Unido) | Medalla de bronce  | –46 kg             |
| 2016               | Montreux (Suiza)         | Medalla de bronce  | –46 kg             |
| 2018               | Kazán (Rusia)            | Medalla de oro     | –46 kg             |